# 영창 (당)
영창 (永昌, 689년 1월 ~ 10월)은 당나라(唐) 예종(睿宗) 이단(李旦)의 네번째 연호이자 측천무후(則天武后) 섭정 시기의 연호이다. 10개월 동안 사용하였다. 
영창 원년(689년) 11월, 측천무후에 의하여 11월 1일을 새해로 바꾸면서 11월을 정월(正月), 12월을 납월(臘月)로 바꾸고, 원래 정월(1월)을 1월로만 칭하게 된다.

## 개원
- 수공(垂拱) 5년 1월 1일[1](689년 1월 27일)에 연호를 영창(永昌)으로 개원함.[2][3][4][5]

- 영창(永昌) 2년 정월(正月) 1일[6](689년 12월 18일)에 연호를 재초(載初)로 개원함.[2][3][4][5]

## 연대 대조표
| 영창 | 서기(西紀)             | 간지(干支) |
| 원년 | 689년 1월 ~ 689년 10월 | 기축(己丑) |

## 삭일(1일)
| 영창 원년 (689년) | 삭일 (음력) | 율리우스력     |
| 1월               | 을묘 (乙卯) | 689년 1월 27일 |
| 2월               | 갑신 (甲申) | 2월 25일       |
| 3월               | 갑인 (甲寅) | 3월 27일       |
| 4월               | 계미 (癸未) | 4월 25일       |
| 5월               | 임자 (壬子) | 5월 24일       |
| 6월               | 임오 (壬午) | 6월 23일       |
| 7월               | 신해 (辛亥) | 7월 22일       |
| 8월               | 신사 (辛巳) | 8월 21일       |
| 9월               | 경술 (庚戌) | 9월 19일       |
| 윤9월             | 경진 (庚辰) | 10월 19일      |
| 10월              | 경술 (庚戌) | 11월 18일      |

## 같이 보기
- 다른 왕조의 같은 연호
  - 동진(東晉) 영창(永昌, 322년 ~ 323년)
  - 순(順) 영창(永昌, 1644년 ~ 1645년)
  - 막 왕조(莫朝) 빈쓰엉(永昌, 1661년 ~ 1680년)

- 중국의 연호 목록